# Mury miejskie w Kaliszu

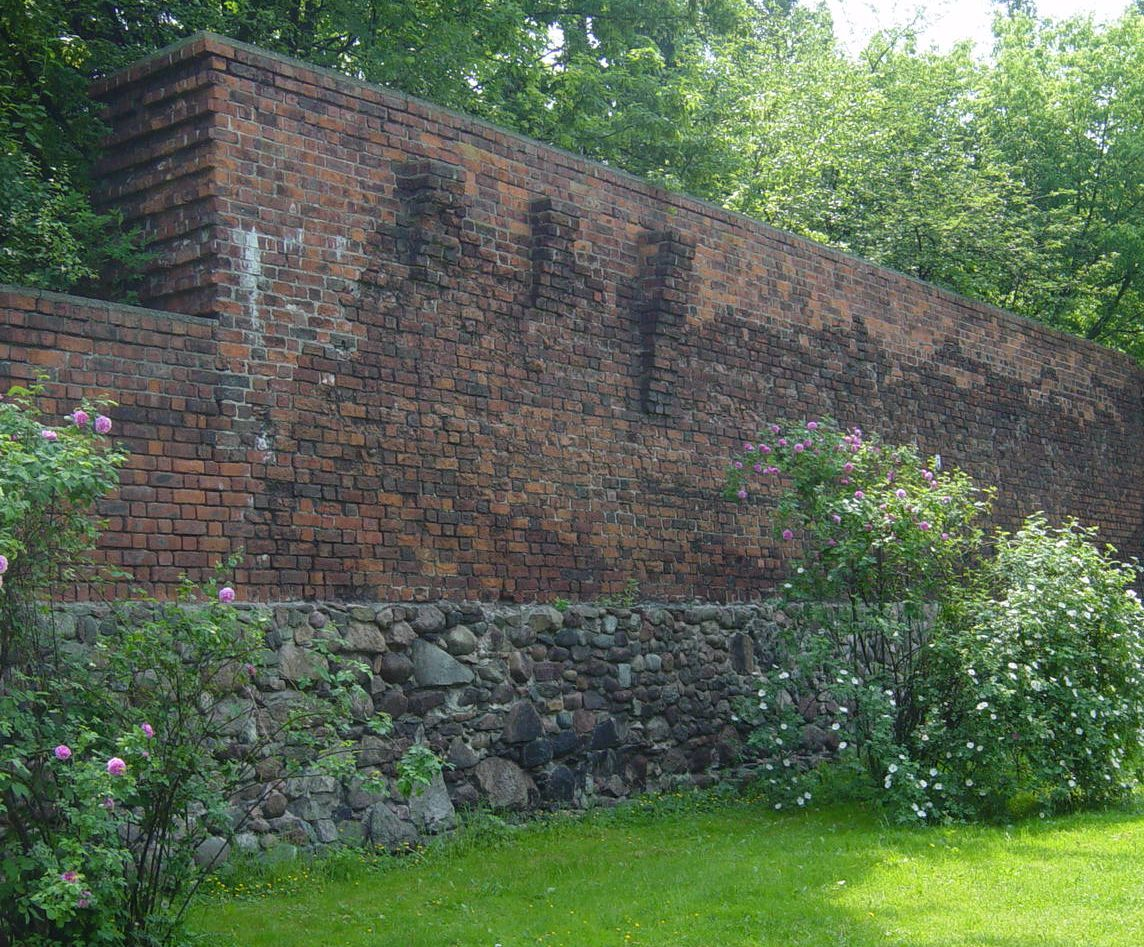
Najdłuższy zachowany odcinek murów obronnych w Kaliszu przy ulicy Parczewskiego

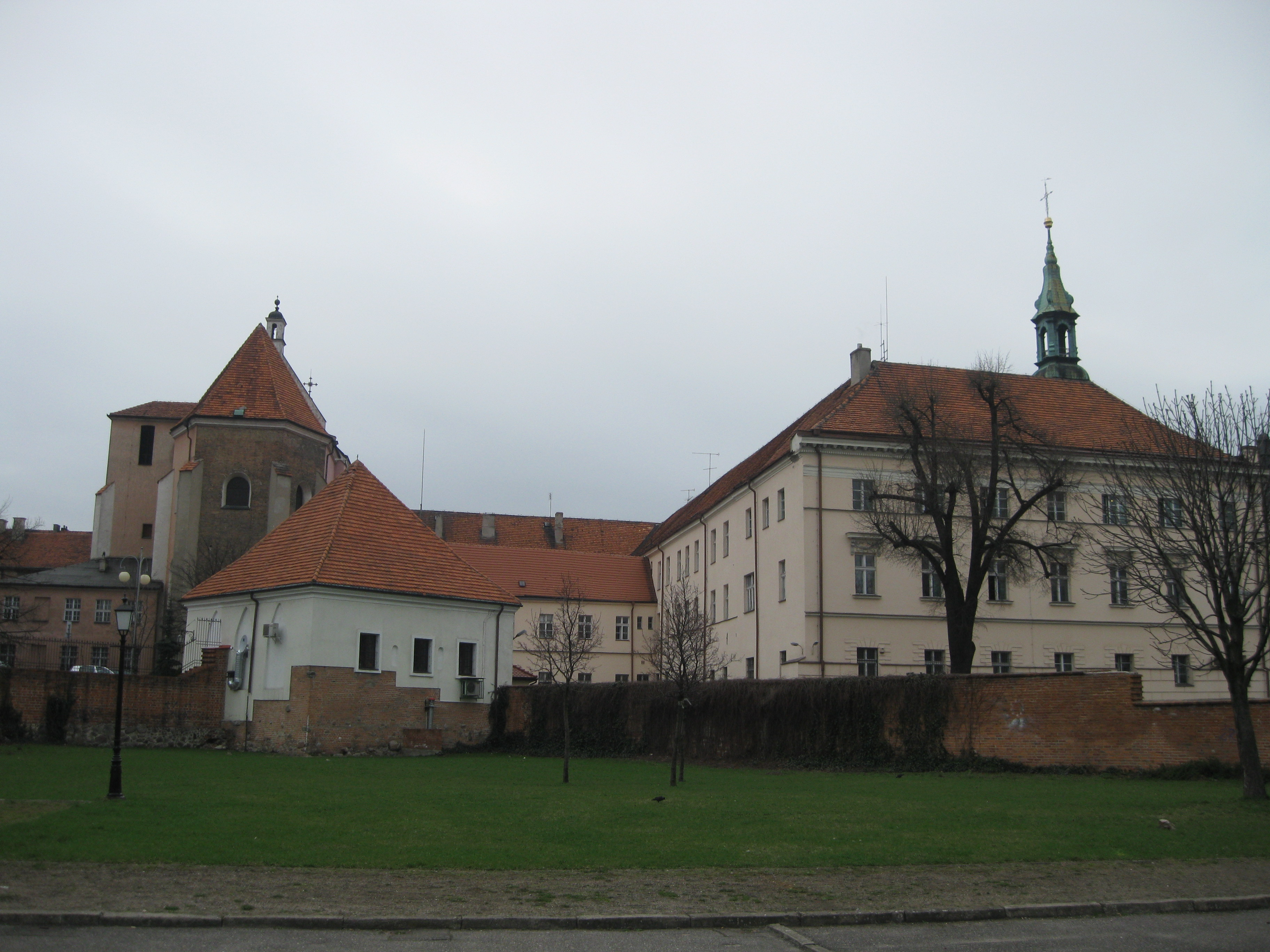
Zachowany zespół murów miejskich

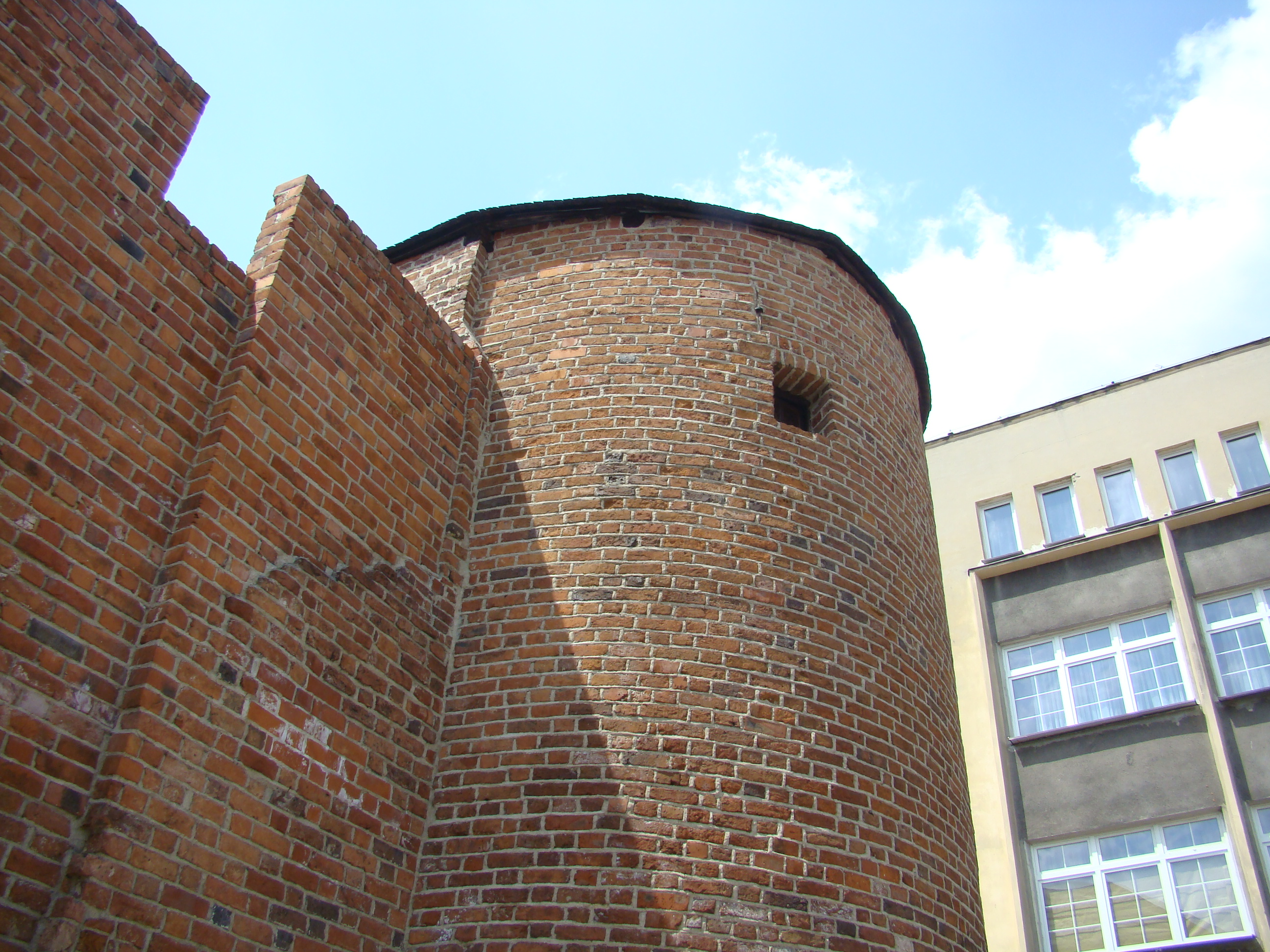
Baszta „Dorotka”

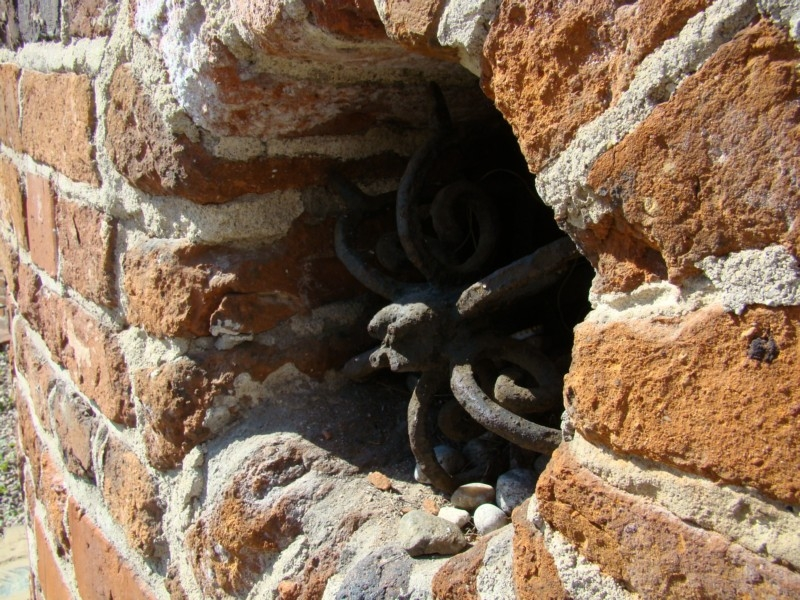
Otwór strzelniczy w murze (2012)

Mury miejskie w Kaliszu – ciąg murów miejskich wraz z budowlami o charakterze obronnym (m.in. bramami i basztami), otaczający niegdyś obszar całego Kalisza (obecnie Śródmieście), a którego fragmenty zachowały się do dziś.

## Historia

### Powstanie
Kalisz został otoczony murami obronnymi w połowie XIV wieku, a ich budowę przypisuje się królowi Kazimierzowi Wielkiemu. Umocnienia, których wysokość wahała się od 6 do 9 metrów, a szerokość od 1 do 1,5 metra, były otoczone ze wszystkich stron odnogami rzeki Prosny. Do miasta można było się dostać tylko przez jedną z 4 bram miejskich. Od strony wschodniej do murów przylegał Zamek Królewski, który spłonął w pożarze miasta w 1537 roku. Wówczas to przeprowadzono największą modernizację murów obronnych, trwającą kilka lat, a w jej trakcie m.in. rozbudowano dwie główne bramy miejskie, Wrocławską i Toruńską. 

#### Bramy miejskie
Główne
- Brama Toruńska (kierunek od placu Jana Kilińskiego)[2]
- Brama Wrocławska (most Kamienny/ul. Śródmiejska)[2]

Poboczne
- Brama Łazienna[3] (kierunek na Rypinek)
- Brama Piskorzewska[3]

#### Baszty
W ciągu murów obronnych Kalisza znajdowało się osiemnaście baszt, były to:
1. baszta główna w bramie Wrocławskiej
2. baszta główna w bramie Wrocławskiej
3. baszta narożna w bramie Wrocławskiej
4. baszta wielka (dwupiętrowa) w bramie Wrocławskiej
5. baszta „prosto w młyny”, od młynów stojących na rzece
6. baszta typu łupinowego
7. baszta Wielka, narożna, u ujścia kanałów Prosny, zwana również „Katowską”
8. baszta na wylocie ul. Żydowskiej
9. baszta „Piskorzewska” w bramie
10. baszta „Kanonicka”
11. baszta „Zamkowa”
12. wieża w Zamku Królewskim
13. baszta w bramie Toruńskiej
14. baszta w bramie Toruńskiej
15. baszta „Dorotka”, jedyna zachowana do dziś
16. baszta „Łazienna” w bramie
17. baszta przy kanale Rypinkowskim
18. baszta „Franciszkańska”

### Likwidacja
Stan obronnych umocnień już od XVIII wieku wciąż się pogarszał, zaś niektóre baszty wynajmowano kupcom na magazyny. Kalisz mimo istnienia obwarowań, stał się miastem otwartym. Postępujące zniszczenie murów doprowadziło w 1780 roku do rozbiórki Bramy Wrocławskiej, a następnie innych bram i baszt do 1806 roku.

## Zachowane fragmenty
Ze średniowiecznych murów miejskich miasta Kalisza, pozostało do dziś około 19% dawnej długości (około 504 m). Najbardziej charakterystyczne fragmenty murów to:
- Pierwszy, będący pozostałością wysokich fundamentów o długości 75 m z basteją, na zapleczu Centrum Kultury i Sztuki i tyłach kościoła garnizonowego.
- Drugi, długości około 7 m (ślady), przy klasztornym kościele św. Stanisława Biskupa i Męczennika.
- Trzeci – 19 m, przy ul. Kadeckiej, w podwórzu kamienicy.
- Czwarty – 151 m, przy ul. Parczewskiego, najdłuższy zachowany odcinek.
- Piąty – 22 m, w podwórzu na ul. Narutowicza.
- Szósty ma 50 m wraz z basztą „Dorotka”, przy bazylice kolegiackiej Wniebowzięcia Najświętszej Maryi Panny.